# Посинь (Псковская область)
Посинь — деревня в Себежском районе Псковской области России. Входит в состав в городского поселения Сосновый Бор.

## География
Находится на юго-западе региона и района, в пределах Прибалтийской низменности, в зоне хвойно-широколиственных лесов, на линии Московско-Виндавской железной дороги, примерно в 1,5 км от государственной границы с Латвией (Лудзенский край).
Уличная сеть не развита.

## Климат
Климат, как и во всем районе, умеренно континентальный. Характеризуется мягкой зимой, относительно прохладным летом, сравнительно высокой влажностью воздуха и значительным количеством осадков в течение всего года. Средняя температура воздуха в июле +17 °C, в январе −8 °C. Средняя продолжительность безморозного периода составляет 130—145 дней в году. Годовое количество осадков — 600—700 мм. Большая их часть выпадает в апреле — октябре. Устойчивый снежный покров держится 100—115 дней; его мощность обычно не превышает 20-30 см.

## История
В 1941—1944 гг. местность находилась под фашистской оккупацией войсками Гитлеровской Германии.
Деревня Посинь в советские и постсоветские годы входила в Дединский сельсовет, который Постановлением Псковского областного Собрания депутатов от 26 января 1995 года переименован в Дединскую волость.
Законом Псковской области от 28 февраля 2005 года Дединская волость была упразднена, а её территория вместе с Посинь вошла в новосозданное муниципальное образование Сосновый Бор со статусом городского поселения с 1 января 2006 года в составе муниципального образования Себежский район со статусом муниципального района.

## Население
| 2001 | 2002 |
| ---- | ---- |
| 10   | ↘0   |

## Инфраструктура
Было личное подсобное хозяйство.

## Транспорт
Деревня доступна автомобильным и железнодорожным транспортом.